# Треббия
Тре́ббия (итал. Trebbia, лат. Trebia) — река в Северной Италии, правый приток реки По.

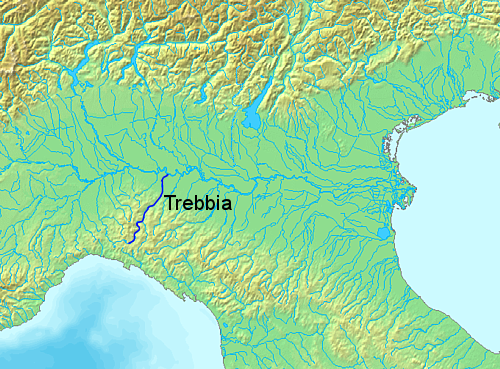
Река Треббия на карте Северной Италии

Длина реки — 115 км, площадь водосборного бассейна — 1083 км². Средний расход воды в устье с 1991 по 2011 года — 21,1 м³/с.
Река протекает по регионам Лигурия и Эмилия-Романья. Небольшой участок верхнего течения является границей Эмилии-Романьи с Ломбардией.
Река известна двумя крупными сражениями: в декабре 218 до н. э. между карфагенской армией Ганнибала и римской армией Семпрония Лонга и во время Итальянского похода Суворова 6-8 (17-19) июня 1799 года между русско-австрийскими войсками под командованием фельдмаршала А. В. Суворова и французской армией генерала Ж. Макдональда.